# Leptonycteris
Leptonycteris ist eine Fledermausgattung in der Unterfamilie der Blütenfledermäuse (Glossophaginae) mit drei Arten, die vom Süden Nordamerikas bis in den Norden Südamerikas vorkommen. Sie fehlen auf den Westindischen Inseln, mit Ausnahme kleinerer Inseln, die Südamerika vorgelagert sind.

## Merkmale
Die Arten gleichen allgemein den anderen Blütenfledermäusen im Körperbau. Sie unterschieden sich vorrangig durch eine abweichende Konstruktion des Gebisses. Bei den Leptonycteris-Arten sind die unteren Schneidezähne vorhanden, während der dritte Molar in den unteren Kieferhälften fehlt. Diese Fledermäuse erreichen eine Kopf-Rumpf-Länge von 70 bis 95 mm, eine Unterarmlänge von 46 bis 57 mm sowie ein Gewicht von 18 bis 30 g. Die Farbe des Fells variiert in unterschiedlichen Brauntönen. Wie die anderen Blütenfledermäuse besitzen die Arten eine lange Zunge, deren Spitze mit bürstenartigen Papillen besetzt ist. Kennzeichnend ist weiterhin die schmale Schwanzflughaut (Uropatagium).

## Arten, Verbreitung und Status
Folgende Arten zählen zur Gattung.
- Die Curaçao-Blütenfledermaus (Leptonycteris curasoae) lebt im Norden Kolumbiens und Venezuelas sowie auf den Inseln Curaçao, Aruba und Bonaire. Sie gilt als gefährdet (Vulnerable).
- Das Verbreitungsgebiet der Großen Mexikanischen Blütenfledermaus (Leptonycteris nivalis) reicht von Südwesten der USA (Arizona, New Mexico, Texas) über Mexiko bis Guatemala. Die Art wird als stark gefährdet (Endangered) gelistet.
- Die Kleine Mexikanische Blütenfledermaus (Leptonycteris yerbabuenae) erreicht im Norden ebenfalls den Südwesten der USA und kommt zusätzlich auf der Halbinsel Niederkalifornien sowie im Süden bis Honduras vor. Sie gilt als gefährdet (Vulnerable).

## Lebensweise
Die Wahl des Habitats variiert zwischen den Arten. Während sich Leptonycteris nivalis vorwiegend in Mischwäldern aufhält, bevorzugt Leptonycteris curasoae Gebüschflächen mit vereinzelten Kakteen der Gattung Pachycereus. Leptonycteris yerbabuenae bewohnt meist trockene Landschaften mit Büschen, Bäumen und Agaven.
Die Arten bilden an ihren Ruheplätzen in Höhlen, Tunneln oder Gebäuden große Kolonien mit 10.000 oder mehr Individuen. Sie begeben sich spät am Abend auf Nahrungssuche und fressen vorwiegend Nektar, Pollen und Früchte. Gelegentlich nehmen sie dabei kleinere Insekten auf, die im Verdauungstrakt verbleiben. Nördliche Populationen der beiden mexikanischen Arten wandern im Herbst in südliche Bereiche des Verbreitungsgebiets. Auch bei verschiedenen Populationen der Curaçao-Blütenfledermaus wurden jahreszeitliche Wanderungen registriert.
Bei allen drei Arten bilden Weibchen vor der Geburt der Jungtiere eigene Kolonien, die von den Männchen getrennt sind. Ein Wurf besteht normal aus einem Jungtier, das bei der Geburt etwa 7 g wiegt. Weibchen säugen ihr Junges vier bis acht Wochen.